# برونتون (ویرجینیای غربی)
برونتون (به انگلیسی: Brownton) یک منطقهٔ مسکونی در ایالات متحده آمریکا است که در شهرستان باربر، ویرجینیای غربی واقع شده‌است. برونتون ۳۳۸٫۰۳ متر بالاتر از سطح دریا واقع شده‌است.